# Lycodon osmanhilli
Espèce
Statut de conservation UICN

 LC  : Préoccupation mineure
Lycodon osmanhilli est une espèce de serpent de la famille des Colubridae.

## Répartition
Cette espèce est endémique du Sri Lanka.

## Description
Dans sa description Taylor indique que l'holotype mesure environ 52 cm dont 10 cm pour la queue. Son dos est brun avec 19 taches crème cerclées de brun foncé

## Étymologie
Son nom d'espèce, osmanhilli, lui a été donné en l'honneur de William Charles Osman Hill, qui a collecté le spécimen analysé.

## Publication originale
- Taylor, 1950 : The snakes of Ceylon. University of Kansas science bulletin, vol. 33, no 14, p. 519-603 (texte intégral).